# Taepodong-1
El Taepodong-1 es un misil de tres etapas, balístico y de medio alcance desarrollado por Corea del Norte y actualmente en servicio. Este misil está basado en el Scud y puede utilizarse como un arma ofensiva con ojiva nuclear, o bien como vehículo de lanzamiento espacial.

## Historia
El 31 de agosto de 1998, los norcoreanos anunciaron que habían usado su Taepodong-1 para lanzar su primer satélite artificial, el Kwangmyŏngsŏng, desde una lanzadera en la península de Musudan-ri. Sin embargo, las fuentes occidentales nunca encontraron el presunto satélite en órbita. Se cree que la tercera etapa de vuelo falló y el satélite cayó a gran velocidad.
Durante el lanzamiento del Kwangmyŏngsŏng se registró la siguiente secuencia. La primera etapa propulsa al cohete durante 95 segundos y posteriormente de desprende, cayendo sobre el Mar de Japón en 40°51′N 139°40′E / 40.850, 139.667. La segunda etapa hace lo mismo durante 144 segundos y aterriza sobre el Océano Pacífico en 40°13′N 149°07′E / 40.217, 149.117. La tercera etapa funcionó durante 27 segundos. De acuerdo con los medios norcoreanos, el satélite estaba en órbita 5 minutos después del lanzamiento.

## Descripción
- Fuerza: 525.25 kN
- Masa: 33 406 kg
- Diámetro: 1.80 m
- Longitud: 25.80 m

La primera etapa del cohete es un Nodong-1 IRBM.